# Faworki
Faworki, chrust, chrustek, chruścik, chruściki; dawniej także kreple (choć wyraz ten oznacza przede wszystkim pączki) – polskie i litewskie oraz niemieckie (niem. Raderkuchen, Liebesschleifen) tradycyjne, chrupkie ciastka o słodkim smaku, w kształcie złożonej kokardki, wytwarzane z ciasta zbijanego, usmażone w głębokim tłuszczu. Najczęściej spożywane w czasie karnawału i tłustego czwartku lub na ostatki, czyli we wtorek przed Środą Popielcową. 

## Sposób przyrządzania
Ciasto na faworki powinno zawierać mąkę pszenną, dużo żółtek lub całych jaj (z przewagą żółtek), kwaśną śmietanę, niewielką ilość cukru, spirytusu i soli. Spirytus można zastąpić octem – pełni on funkcję środka spulchniającego oraz zapobiega nadmiernemu wchłanianiu tłuszczu podczas smażenia.
1. Ze składników wyrabia się elastyczne ciasto o jednolitej konsystencji[10][11].
2. Zagniecione ciasto tłuczone jest wałkiem[11], składane i ponownie tłuczone, czynności te są powtarzane wielokrotnie, aż pojawią się pęcherzyki powietrza.
3. Ciasto zostawia się na pewien czas (np. 40 minut) do leżakowania w temperaturze 4 °C[11].
4. Następnie ciasto jest cienko wałkowane na grubość 1,5–2 mm i krojone na paski o szerokości 2–3 cm i długości 10–15 cm[10][11]. Każdy pasek nacina się pośrodku – nacięcie nie powinno być dłuższe niż 5 cm[11]. Jeden koniec paska należy przeciągnąć przez to nacięcie i wywinąć[11]. Powinno się uzyskać w ten sposób charakterystyczny kształt „kokardki”. Tak powstały faworek należy jeszcze lekko naciągnąć, by nadać mu podłużny kształt[10].
5. Uformowane faworki smaży się z obu[10] stron we wrzącym tłuszczu aż do zrumienienia. Zalecany jest smalec lub masło klarowane, jednak powszechnie stosowane są tłuszcze utwardzone – oleje rafinowane lub frytura[10]. Maria Śleżańska zalecała fryturę wołową[5]
6. Tuż po usmażeniu i odsączeniu z nadmiaru tłuszczu, wciąż ciepłe faworki posypuje się cukrem pudrem z dodatkiem wanilii[10].

Właściwie przyrządzone faworki powinny być delikatne i kruche.

## Etymologia
Polski wyraz „faworki” został zapożyczony z języka francuskiego, gdzie faveur oznacza wąską wstążeczkę, tasiemkę jedwabną.
W kuchni staropolskiej faworkami (chrustem) nazywano wszelkie drobne kawałki smażonego ciasta – mogło to być ciasto lane lub też pokrojone ciasto zbijane, drożdżowe czy też biszkoptowe.

## Polska lista produktów tradycyjnych
Faworki wpisane na polską Listę produktów tradycyjnych:
- „Grochowinki kociewskie (chruściki, faworki)” wpisane na listę 30 czerwca 2006 (województwo pomorskie)[13];
- „Śląski chrustek/chrust/faworki” wpisane na listę 28 marca 2011 (województwo śląskie)[3];
- „Chrust/Chrustek/Chrustki/Faworki” wpisane na listę 11 kwietnia 2014 (woj. opolskie)[14];
- „Chruściki zwane też chrustem” wpisane na listę 12 czerwca 2023 (woj. kujawsko-pomorskie)[15].